# Mary Ball Washington
Mary Ball Washington, née en 1708  et morte en 1789, est la mère du premier président américain George Washington.

## Biographie
Née en 1708 dans le comté de Lancaster en Virginie, elle est la fille unique de Mary Johnson (née Montagu) (1672–1721), seconde épouse de Joseph Ball (1649–1711) . Elle rencontre Augustine Washington et l'épouse en 1730. Augustine avait déjà quatre enfants de son premier mariage avec Jane Butler Washington. Mary et Augustine eurent plusieurs enfants :
- George - (1732-1799) ;
- Betty - (1733-1797) ;
- Samuel - (1734-1781) ;
- John Augustine - (1736-1787) ;
- Charles - (1738-1799) ;
- Mildred - (1739-1740).

Augustine mourut en 1743. Contrairement à beaucoup de veuves de Virginie, Mary Ball Washington ne se remaria jamais et vécut avec son fils aîné George Washington. Elle décéda en 1789 et fut enterrée sur le domaine de la plantation Lewis non loin de « Meditation Rock », un lieu où elle se retirait souvent pour lire, prier et méditer.

## Héritage
- De nombreux monuments dédiés à Mary Ball Washington se trouvent dans la ville de Fredericksburg où elle vécut entre 1772 et 1789.
- L'University of Mary Washington est une université publique située à Fredericksburg en Virginie.